# Ilustrowany Kurier Codzienny (wydawnictwo)

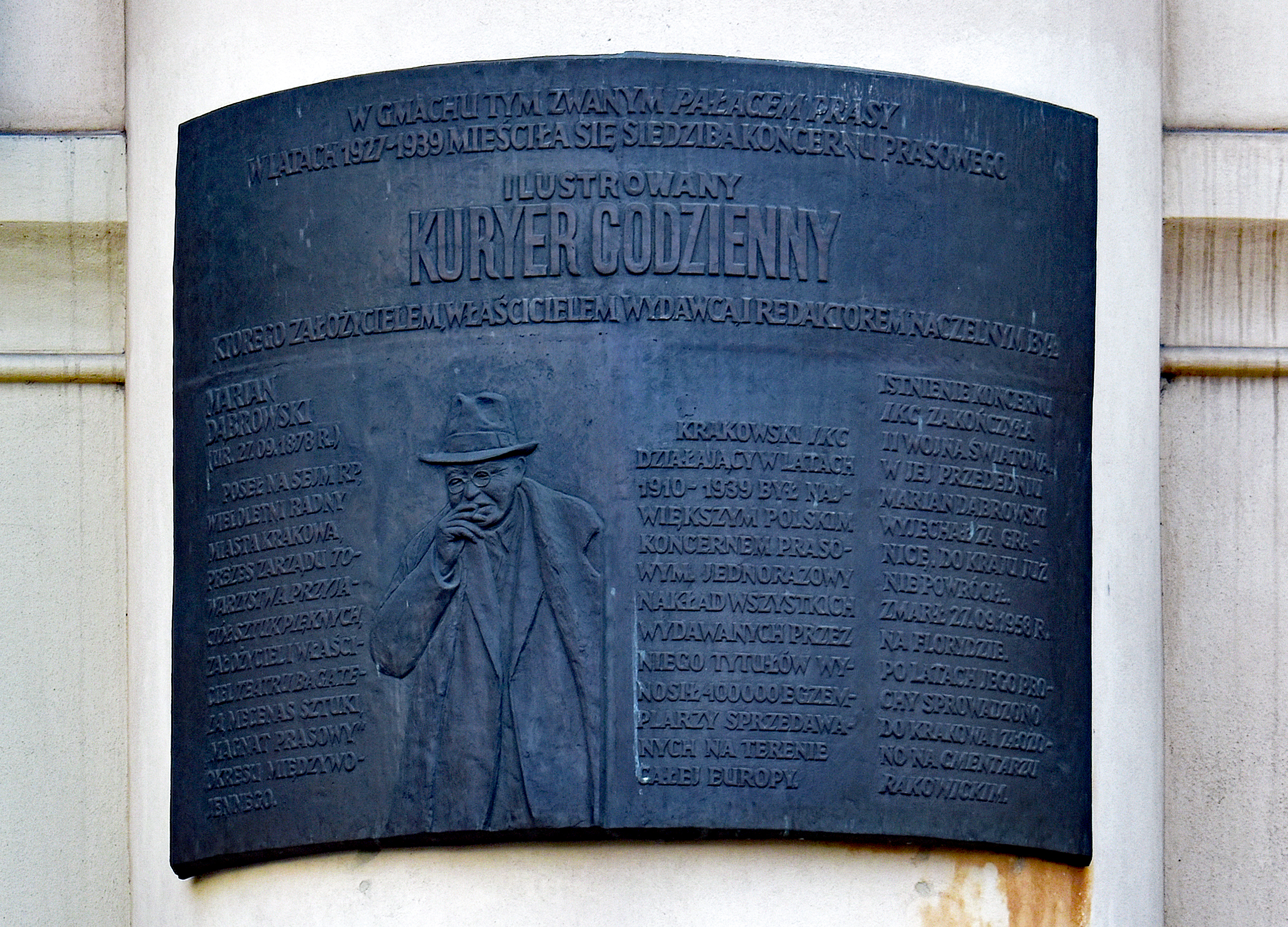
Tablica upamiętniająca Mariana Dąbrowskiego na budynku Pałacu Prasy.

Ilustrowany Kurier Codzienny – polskie wydawnictwo i koncern prasowy działające w latach 1910–1939 w Krakowie.
Założycielem i właścicielem koncernu był Marian Dąbrowski. W okresie dwudziestolecia międzywojennego przedsiębiorstwo było największym polskim koncernem prasowym, a jednorazowy nakład wydawanych przez nie tytułów wynosił ponad 400 000 egzemplarzy.

## Historia
Pierwszym dziennikiem koncernu był Ilustrowany Kurier Codzienny, wydawany od 1910 roku.  Koncern miał swoje oddziały w miastach polskich oraz w wielu europejskich stolicach. W czasie I wojny światowej nakład pisma wynosił 125 tys. egzemplarzy w porównaniu z 50 tys. egzemplarzy przed I wojną światową. Był pierwszym dziennikiem ogólnopolskim i miał codziennie około miliona czytelników, a do roku 1939 był jedynym tytułem polskim dostępnym w ciągłej sprzedaży; w okresie prosperity w 1827 miejscach w Europie naraz. Z biegiem lat w jego ramach zaczęły funkcjonować następujące samodzielne dodatki: Kurier Literacko-Naukowy (od 1924), Kurier Gospodarczy, Filmowy, Ogrodniczo-Hodowlany, Techniczny, Turystyczno-Zdrojowy i Komunikacyjny, Lekarski, Prawniczy i Sądowy, Radiowy, Sportowy i Kobiecy. Była też kolumna Teatr. Literatura. Nauka i Sztuka oraz Kronika Warszawy. Redakcja IKC mieściła się pierwotnie w Pałacu Spiskim, później w drukarni braci Koziańskich przy ul. Karmelickiej, a następnie przy ul. Wolskiej (później Piłsudskiego). Kolejną siedzibą pisma była trzypiętrowa oficyna przy ul. Basztowej 18, skąd w 1927 roku przeniesiono się do Pałacu Prasy na Wielopolu, który uzyskano po bankrutującym Domu Towarowym „Bazar SA”.
Począwszy od roku 1933 koncern wydawał popołudniówkę Tempo dnia, aktualizującą informacje z porannego wydania IKC.
Koncern, który powstał na bazie Ilustrowanego Kuriera Codziennego, rozpoczął swą działalność od wydawania (w liczbie 60 tys. egzemplarzy) eleganckiego tygodnika Światowid. Od 1928 roku na rynku pojawił się nowy tytuł: Na szerokim świecie, adresowany do mieszkańców miast i wsi. W 1931 zaczęto wydawać tygodnik sportowy Raz, dwa, trzy oraz czasopismo o profilu kryminalno-sądowym Tajny detektyw. W 1935 założony został As, reklamowany na rynku prasowym jako „wytworny tygodnik z wyższych sfer”. Koncern był ponadto właścicielem pism satyrycznych: krakowskiego Wróble na Dachu oraz warszawskiego Expressu Humorystycznego.

### Innowacje
IKC wprowadził szereg innowacji, które znacząco wpłynęły na rozwój prasy w Polsce. Jednym z kluczowych elementów sukcesu gazety była nowoczesna dystrybucja oparta na kolei, która pozwalała na szybki kolportaż gazety na prowincji, docierając do czytelników w dniu wydania. Gazeta wyróżniała się również pod względem treści i formy, stawiając na sensację, skandal, zbrodnię i plotkę, co przyciągało uwagę czytelników. Była ilustrowana rysunkami, a pierwsza strona każdego numeru zawierała duży rysunek o sensacyjnej treści, co stanowiło nowatorskie podejście w tamtych czasach.
Wydawnictwo szybko zakupiło małą rotacyjną maszynę drukarską, co było nowością techniczną w krakowskim drukarstwie: maszyna była ustawiona w taki sposób, że była widoczna przez okno z ulicy, co stanowiło atrakcję dla przechodniów i formę reklamy gazety. Marian Dąbrowski wykazał się również wyjątkowym zmysłem do zarządzania i wyszukiwania nowych rozwiązań, wprowadzając nowoczesny system kolportażu oparty na kolei, co pozwoliło na szybki i sprawny kolportaż gazety na prowincji.
Wydawnictwo założyło również własną agencję fotograficzną „Światowid”, która stała się najważniejszym dostawcą zdjęć z Polski dla prasy zagranicznej. Gazeta stworzyła sieć oddziałów i korespondentów terenowych w Polsce i za granicą, co pozwoliło na szeroką dystrybucję i dostępność gazety.  W oddziałach i redakcji głównej korzystano z dalekopisów, radiostacji a nawet fultografii, czyli przesyłania fotografii drogą radiową - pierwowzoru faksu. 
Był pierwszym polskim wydawcą, który zniósł wierszówkę: podobno nie była ona konieczna, bo w związku z tym, że świetnie płacił, dziennikarze z własnej inicjatywy starali się pisać jak najwięcej. W koncernie pracowało ponad 1000 osób. Jako właściciel, który karierę zawodową rozpoczynał od posady nauczyciela gimnazjalnego, Dąbrowski słynął z umiejętności dobierania pracowników i dbałości o zróżnicowanie światopoglądowe w zespołach redakcyjnych, zatrudniając i narodowców, i komunistów.

### Epilog
Wydawanie Ilustrowanego Kuriera Codziennego przerwała wojna: ostatni numer ukazał się 3 września 1939 roku, po czym część dziennikarzy 8 września próbowała wznowić pismo we Lwowie. Niemcy wznowili pismo już 14 września i wydawali je do 26 października 1939 roku, usiłując nadać mu pseudopolski charakter. Już następnego dnia z drukarni wyszedł Krakauer Zeitung (Goniec Krakowski). Dąbrowskiego nie było już wówczas w kraju, w przededniu wojny wyjechał za granicę i zmarł w 1958 na Florydzie, zaś jego prochy po wielu latach sprowadzono do Krakowa i złożono na cmentarzu Rakowickim. Władze polskie po drugiej wojnie światowej również wolały nie wznawiać tego przedwojennego czasopisma.